# Eliteserien
Eliteserien – najwyższa w hierarchii klasa męskich ligowych rozgrywek piłkarskich w Norwegii, będąca jednocześnie najwyższym szczeblem centralnym (I poziom ligowy), utworzona w 1937 roku i od samego początku zarządzana przez Norweski Związek Piłki Nożnej (NFF). Zmagania w jej ramach toczą się cyklicznie (co sezon) i przeznaczone są dla 16 najlepszych krajowych klubów piłkarskich. Jej triumfator zostaje Mistrzem Norwegii, zaś najsłabsze drużyny są relegowane do OBOS-ligaen (II ligi norweskiej).

## Historia
Mistrzostwa Norwegii w piłce nożnej rozgrywane są od 1937 roku. Na początku rozgrywek Norgesserien wstępne rundy stanowiły mistrzostwa okręgów, których zwycięzcy uczestniczyły w turnieju finałowym o tytuł mistrza. W latach 1940–1946 nie była rozgrywana ze względu na okupację i II wojną światową. Od 1948 nazywała się Hovedserien, która została podzielona na dwie grupy. Od 1963 roku 1. divisjon rozgrywana systemem wiosna-jesień. Do 1972 w rozgrywkach nie brały udziału zespoły z dalekiej północy kraju, m.in. FK Bodø/Glimt. Od 1991 do 2016 nazywana była Tippeligaen. Rozgrywki Eliteserien w obecnym formacie zainaugurowano w sezonie 2017.
Liga jest bardzo popularna w Norwegii, nawet pomimo krytyki mówiącej o nudzie, gdyż ponad dziesięć lat niepodzielnie rządził w niej Rosenborg, który zdobywał tytuły mistrzowskie od 1992 do 2004 roku. Dominacja klubu z Trondheim skończyła się w sezonie 2005, w którym to tytuł mistrzowski zdobyła Vålerenga Fotball.

## System rozgrywek
Obecny format ligi zakładający brak podziału na grupy obowiązuje od sezonu 1961/62.
Rozgrywki składają się z 30 kolejek spotkań rozgrywanych pomiędzy drużynami systemem kołowym. Każda para drużyn rozgrywa ze sobą dwa mecze – jeden w roli gospodarza, drugi jako goście. Od sezonu 2009 w lidze występuje 16 zespołów. W przeszłości liczba ta wynosiła od 10 do 16. Drużyna zwycięska za wygrany mecz otrzymuje 3 punkty (do sezonu 1987 2 punkty), 1 za remis oraz 0 za porażkę.
Zajęcie pierwszego miejsca po ostatniej kolejce spotkań oznacza zdobycie tytułu Mistrzów Norwegii w piłce nożnej. Mistrz Norwegii kwalifikuje się do eliminacji Ligi Mistrzów UEFA. Druga oraz trzecia drużyna zdobywają możliwość gry w Lidze Konferencji Europy UEFA. Również zwycięzca Pucharu Norwegii startuje w eliminacjach do Ligi Konferencji Europy lub, w przypadku, w którym zdobywca krajowego pucharu zajmie pierwsze miejsce w lidze – możliwość gry w eliminacjach do Ligi Konferencji Europy otrzymuje również czwarta drużyna klasyfikacji końcowej. Zajęcie 2 ostatnich miejsc wiąże się ze spadkiem drużyn do OBOS-ligaen (1. divisjon), a 14. drużyna zagra w barażach o utrzymanie w najwyższej lidze z najlepszą drużyną baraży między drużynami z miejsc 3–6 OBOS-ligaen.
W przypadku zdobycia tej samej liczby punktów, klasyfikacja końcowa ustalana jest na podstawie ogólnego bilansu bramkowego osiągniętego w sezonie, większej liczby bramek zdobytych, potem wyniku dwumeczu pomiędzy drużynami, w następnej kolejności w przypadku remisu – na podstawie różnicy bramek w pojedynku bezpośrednim oraz w ostateczności z wykorzystaniem losowania.

## Skład ligi w sezonie 2025
| Uczestnicy poprzedniej edycji | Uczestnicy poprzedniej edycji | Uczestnicy poprzedniej edycji | Uczestnicy poprzedniej edycji |
| --- | ----------------------------- | ----------------------------- | ----------------------------- |
| BGL | FK Bodø/Glimt                 | Bodø                          | 1                             |
| BRA | SK Brann                      | Bergen                        | 2                             |
| VIK | Viking FK                     | Stavanger                     | 3                             |
| RBK | Rosenborg BK                  | Trondheim (Lerkendal)         | 4                             |
| MOL | Molde FK                      | Molde                         | 5                             |
| FRE | Fredrikstad FK                | Fredrikstad                   | 6                             |
| SIF | Strømsgodset IF               | Drammen                       | 7                             |
| KFU | KFUM Oslo                     | Oslo                          | 8                             |
| S08 | Sarpsborg 08                  | Sarpsborg                     | 9                             |
| SND | Sandefjord                    | Sandefjord                    | 10                            |
| KRI | Kristiansund BK               | Kristiansund                  | 11                            |
| HAM | Hamarkameratene               | Hamar                         | 12                            |
| TIL | Tromsø IL                     | Tromsø (Sommerlyst)           | 13                            |
| po barażach |                               |                               |                               |
| FKH | FK Haugesund                  | Haugesund                     | 14                            |
| Spadek z Eliteserien 2024 |                               |                               |                               |
| LIL | Lillestrøm SK                 | Lillestrøm                    | 15                            |
| ODD | Odds BK                       | Skien                         | 16                            |
| Awans z OBOS-ligaen 2024 |                               |                               |                               |
| VÅL | Vålerenga Fotball             | Oslo (Gamle Oslo)             | 1                             |
| BFK | Bryne FK                      | Bryne                         | 2                             |
| Oznaczenia: - kolumna pierwsza – skróty nazw drużyn, - kolumna trzecia – siedziba klubu, - kolumna czwarta – miejsce zajęte w poprzednim sezonie. |                               |                               |                               |

## Statystyka

### Tabela medalowa
Mistrzostwo Norwegii zostało do tej pory zdobyte przez 17 różnych drużyn. 13 z nich zostało mistrzami od wprowadzenia 1. divisjon od sezonu 1963.
Stan po zakończeniu sezonu 2024. 
| Lp. | Klub              | Miejsca na podium | Miejsca na podium | Miejsca na podium | Zwycięskie sezony                                                               |   |   | |
| --- | ----------------- | ----------------- | ----------------- | ----------------- | ------------------------------------------------------------------------------- | - | - | --- |
| Lp. | Klub              | 1.                | Rosenborg BK      | 26                | Zwycięskie sezony                                                               | 7 | 5 | 1967, 1969, 1971, 1985, 1988, 1990, 1992, 1993, 1994, 1995, 1996, 1997, 1998, 1999, 2000, 2001, 2002, 2003, 2004, 2006, 2009, 2010, 2015, 2016, 2017, 2018 |
| 2.  | Fredrikstad FK    | 9                 | 9                 | 1                 | 1937/38, 1938/39, 1948/49, 1950/51, 1951/52, 1953/54, 1956/57, 1959/60, 1960/61 |   |   | |
| 3.  | Viking FK         | 8                 | 2                 | 10                | 1957/58, 1972, 1973, 1974, 1975, 1979, 1982, 1991                               |   |   | |
| 4.  | Molde FK          | 5                 | 11                | 3                 | 2011, 2012, 2014, 2019, 2022                                                    |   |   | |
| 5.  | Lillestrøm SK     | 5                 | 8                 | 3                 | 1958/59, 1976, 1977, 1986, 1989                                                 |   |   | |
| 6.  | Vålerenga Fotball | 5                 | 3                 | 5                 | 1965, 1981, 1983, 1984, 2005                                                    |   |   | |
| 7.  | FK Bodø/Glimt     | 4                 | 5                 | 1                 | 2020, 2021, 2023, 2024                                                          |   |   | |
| 8.  | SK Brann          | 3                 | 8                 | 4                 | 1961/62, 1963, 2007                                                             |   |   | |
| 9.  | Larvik Turn       | 3                 | 0                 | 0                 | 1952/53, 1954/55, 1955/56                                                       |   |   | |
| 10. | Lyn Fotball       | 2                 | 5                 | 4                 | 1964, 1968                                                                      |   |   | |
| 11. | Strømsgodset IF   | 2                 | 2                 | 3                 | 1970, 2013                                                                      |   |   | |
| 12. | IK Start          | 2                 | 1                 | 7                 | 1978, 1980                                                                      |   |   | |
| 13. | Skeid Fotball     | 1                 | 5                 | 1                 | 1966                                                                            |   |   | |
| 14. | Stabæk IF         | 1                 | 2                 | 4                 | 2008                                                                            |   |   | |
| 15. | Moss FK           | 1                 | 1                 | 0                 | 1987                                                                            |   |   | |
| 16. | Fram Larvik       | 1                 | 0                 | 0                 | 1949/50                                                                         |   |   | |
| 16. | Freidig SK        | 1                 | 0                 | 0                 | 1947/48                                                                         |   |   | |
| 18. | Tromsø IL         | 0                 | 2                 | 4                 |                                                                                 |   |   | |
| 19. | Odds BK           | 0                 | 2                 | 1                 |                                                                                 |   |   | |
| 20. | Bryne FK          | 0                 | 2                 | 0                 |                                                                                 |   |   | |
| 20. | Mjøndalen IF      | 0                 | 2                 | 0                 |                                                                                 |   |   | |
| 22. | Kongsvinger IL    | 0                 | 1                 | 2                 |                                                                                 |   |   | |
| 23. | Eik-Tønsberg      | 0                 | 1                 | 1                 |                                                                                 |   |   | |
| 23. | Sparta Sarpsborg  | 0                 | 1                 | 1                 |                                                                                 |   |   | |
| 25. | Steinkjer FK      | 0                 | 1                 | 0                 |                                                                                 |   |   | |
| 26. | Sarpsborg FK      | 0                 | 0                 | 2                 |                                                                                 |   |   | |
| 27. | Hamarkameratene   | 0                 | 0                 | 1                 |                                                                                 |   |   | |
| 27. | FK Haugesund      | 0                 | 0                 | 1                 |                                                                                 |   |   | |
| 27. | Sarpsborg 08 FF   | 0                 | 0                 | 1                 |                                                                                 |   |   | |